# Marthe Lahovary
Marthe Lahovary, princesa Bibesco, também conhecida como Marta Bibescu, nome de batismo Marta Lucia Lahovari (Bucareste, 28 de janeiro de 1886 – Paris, 28 de novembro de 1973) foi uma escritora francesa de origem romena. Autora de uma  série de romances, narrativas de viagens, contos, novelas, artigos e ensaios. Em 1955 ela foi eleita membro estrangeiro da Academia Real da Bélgica.

## Obras
- Les Huit Paradis: Perse, Asie mineure, Constantinople... (1908)
- Alexandre asiatique, ou l'Histoire du plus grand bonheur possible (1912)
- Isvoru, Le Pays de Saules (1923)
- Le Perroquet Vert (1923)
- Une visite à la Béchellerie... (1924)
- Le perroquet vert (1924)
- Le destin du lord Thomson of Cardington (1927)
- Une victime Royale, Ferdinand de Roumanie (1927)
- Cathérine-Paris (1927)
- La Turquoise (1928)
- Au bal avec M. Proust (1928)
- Noblesse de robe (1928)
- Jour d'Égypte (1929)
- Royal portraits
- Portraits d'hommes: Ferdinand de Roumanie, Herbert Henry Asquith, Anatole France, Jean Lahovary (1929)
- Pages de Bukovine et de Transylvanie (1930)
- Pourquoi j'écris ? De peur d'oublier la vie (1930)
- Croisade pour l’anémone (1931)
- Le Destin de Lord Thomson of Cardington, suivi de Smaranda (1932)
- Lettres d'une fille de Napoléon (Fontainebleau et Windsor), 1853-9 (1933)
- Un roi des sommets: Albert Ier de Belgique (1934)
- Une fille inconnue de Napoléon... (1935)
- Le rire de la Naïade (1935)
- Égalité (romance) (1935)
- Le tendre amour de Napoléon, Marie Walewska (1936) (com o pseudônimo Lucile Decaux)
- Images d'Epinal (1937)
- Charlotte et Maximilien, les amants chimériques (com o pseudônimo Lucile Decaux)
- Katia, le démon bleu du tsar Alexandre (1938) (com o pseudônimo Lucile Decaux)
- Louison, le bel amour du dernier roi de France (1938) (com o pseudônimo Lucile Decaux)
- Feuilles de calendrier (1939)
- Loulou, prince impérial] (1939) (com o pseudônimo Lucile Decaux)
- Pont-l'Abîme ou la Grande passion de la duchesse de Baume (1947) (com o pseudônimo Lucile Decaux)
- Le Voyageur voilé, Marcel Proust. Lettres au duc de Guiche et documents inédits (1947)
- La Duchesse de Guermantes, Laure de Sade, Comtesse de Chevigné
- Les Appartements du Baron de Redé en l'Hôtel Lambert (1954) (com René Héron de Villefosse)
- La Vie d'une amitié ... (1951 - 1957)
- Churchill ou le Courage (1956)
- Élizabeth II (1957)
- La Nymphe Europe. Livre 1. Mes vies antérieures... (1960)
- Le Confesseur et les poétes: avec des lettres inédites de Jean Cocteau, Marcel Proust, Robert de Montesquiou, Paul Valéry et Maurice Baring à l'abbé Mugnier (1970)
- Échanges avec Paul Claudel: nos lettres inédites (1972)
- Où tombe la foudre (1976)